# Église catholique apostolique
Pour les articles homonymes, voir Église apostolique.

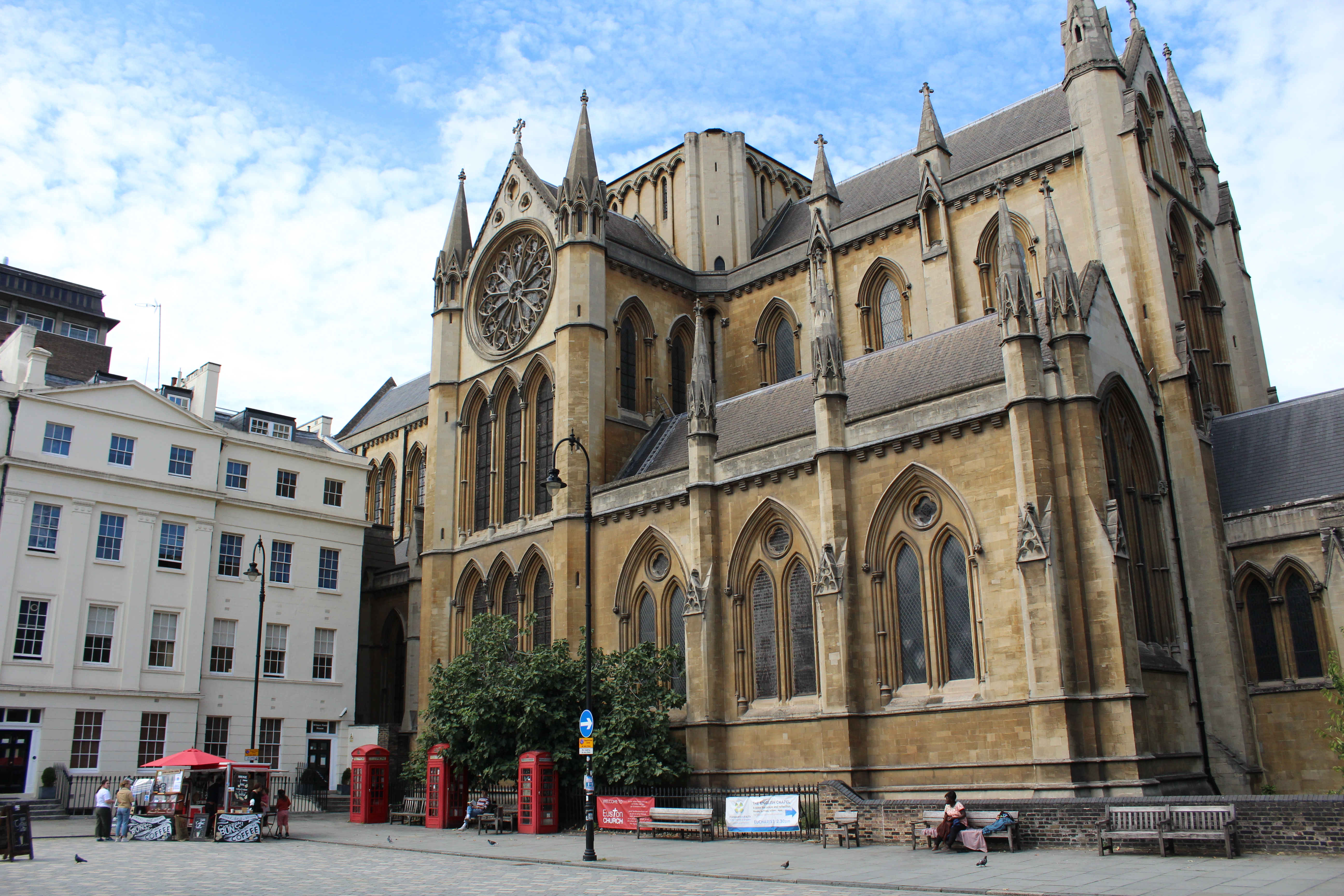
L'église du Christ-Roi appartenant aux administrateurs de l'Église catholique apostolique, Gordon Square, Bloomsbury, Londres.

L′Église catholique apostolique ou Église catholique-apostolique (Catholic Apostolic Church, CAC) est une dénomination religieuse qui unit divers éléments chrétiens, issue d'un mouvement millénariste britannique datant du début du XIXe siècle. Organisée sous la direction d'Edward Irving, elle porte parfois le nom d'Église irvingienne. Depuis les années 1970, elle n'a plus d'évêques, de prêtres ni de diacres.
En France, son patrimoine immobilier est géré par l'Association des chapelles catholiques et apostoliques.

## Prédiction de la fin du monde
Le premier des douze nouveaux « apôtres », John Cardale, est désigné par "révélation prophétique" le 31 octobre 1832, suivi de onze compagnons les trois années suivantes. Cardale consacre Irving l'année suivante comme « ange » (c'est-à-dire évêque) de leur paroisse centrale de Londres. Le 17 juillet 1834, le Collège des apôtres est au complet. Ils divisent la terre en plusieurs parties à évangéliser et les nomment selon les douze tribus d'Israël. Ils envoient des messages nommés Testimonium à tous les chefs d'Église et à de nombreux chefs d'État en 1838. L'Église catholique apostolique, prétendait que Jésus reviendrait avant la mort de ses 12 fondateurs.
Irving meurt le 8 décembre 1834. À partir de 1855, les premiers disciples commencent à mourir sans avoir vu le retour du Seigneur. En 1860, seulement six apôtres sont encore en vie. En 1879, tous ont disparu, à l'exception du dernier, Francis Valentine Woodhouse, qui meurt le 3 février 1901, à l'âge de 96 ans. Étant donné que seul le Seigneur peut désigner des apôtres et que seuls ces apôtres peuvent ordonner des ministres du culte, l'Église catholique apostolique n'a plus ni apôtres ni ministres ordonnés. Depuis cette époque, elle s'estime dans le « temps du silence ». Le nombre de ses fidèles va alors décroissant.

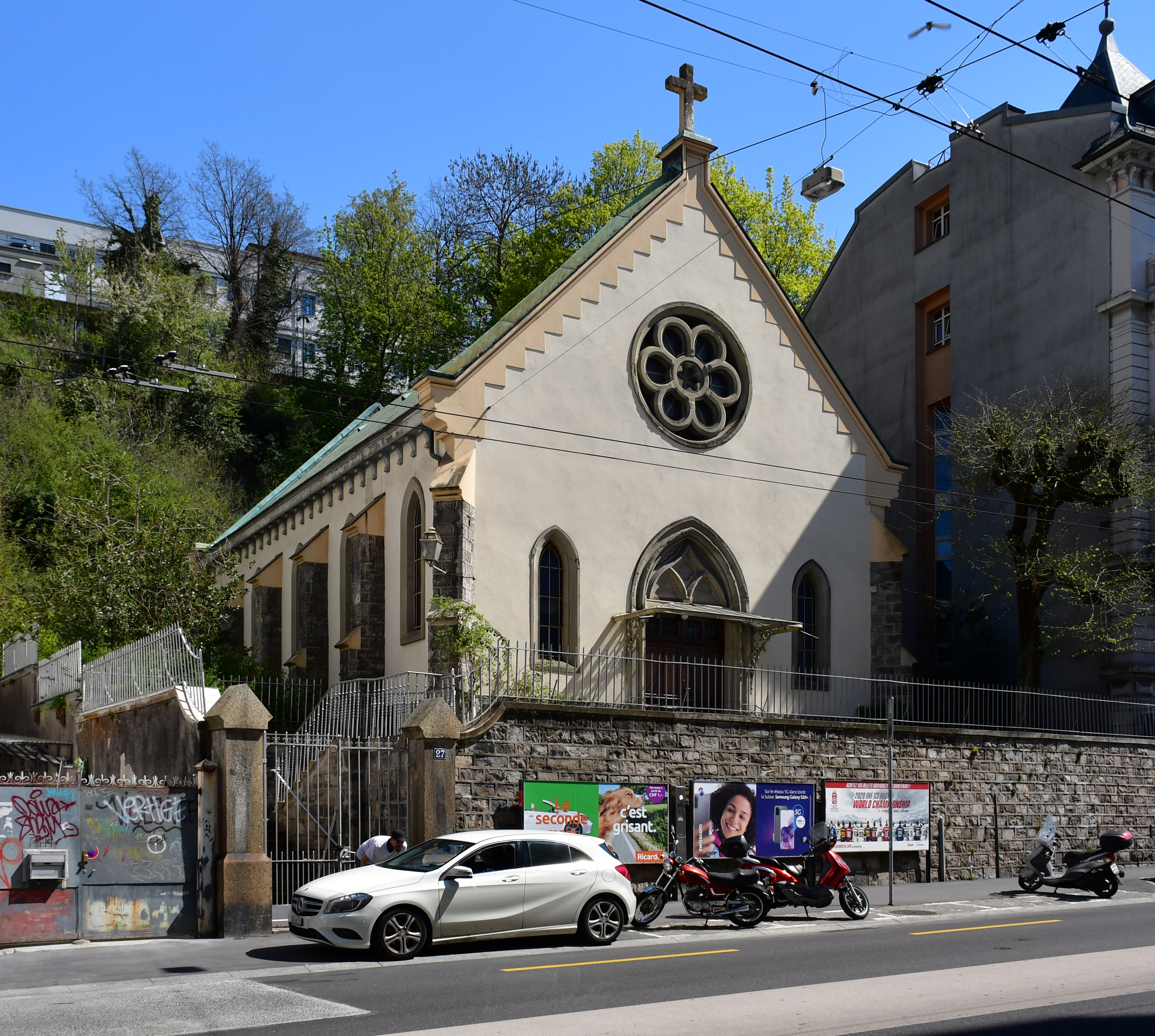
Chapelle catholique apostolique de Lausanne, Suisse.

## Situation actuelle
En France, ils ont eu trois lieux de culte : l'église Sainte-Rita de Paris dans le 15e arrondissement (jusque dans les années 1980), Montigny-en-Cambrésis et Strasbourg.

## Dissidences
Une dissidence se manifeste en 1863 avec le prophète allemand Heinrich Geyer, qui révèle un nouvel apôtre à Königsberg. Il n'est pas reconnu par les apôtres anglais. Geyer et ses fidèles, exclus de l'Église, fondent la Mission générale apostolique chrétienne. En 1878, l'évêque F. W. Schwartz, de la paroisse de Hambourg, s'oppose à Geyer et fonde un nouveau mouvement qui mène à la création de l'Église néo-apostolique.